# Lucien Gautier (Theologe)

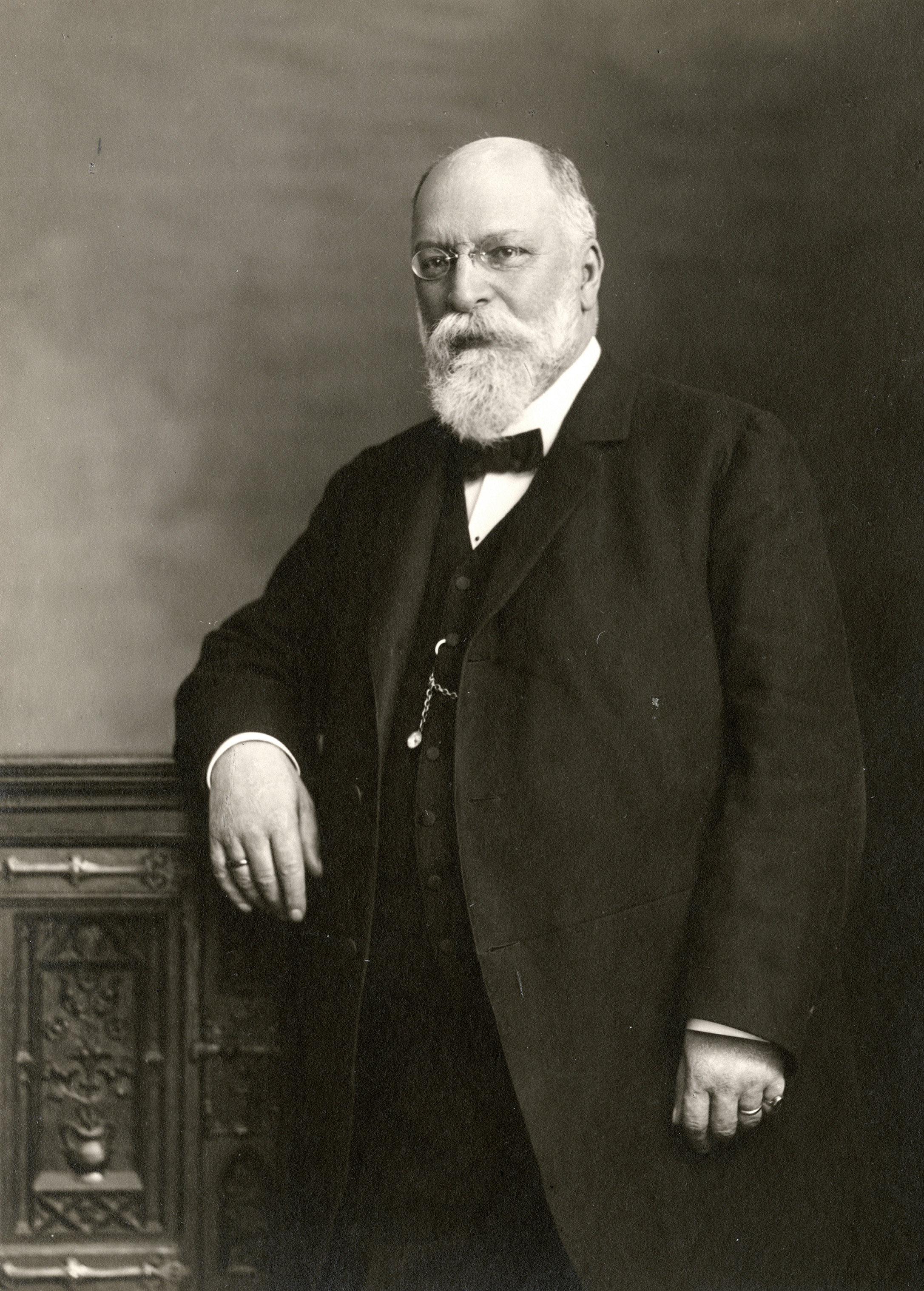
Lucien Gautier (1910)

Charles Lucien Gautier, auch Lucien-Charles Gautier (* 17. August 1850 in Genf; † 2. Februar 1924 in Cologny) war ein Schweizer evangelischer Theologe und Hochschullehrer.

## Leben

### Familie

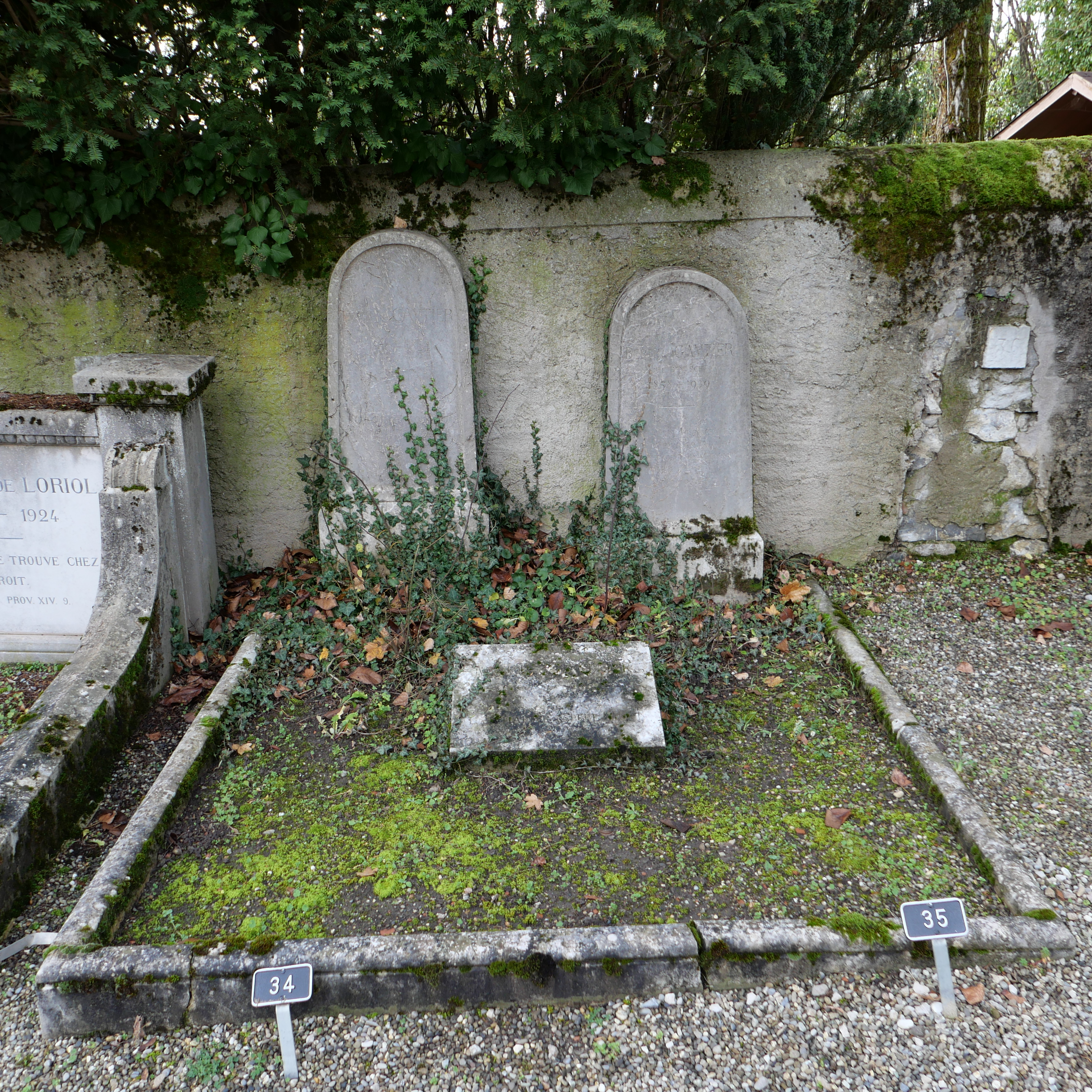
Das Grab von Gautier (links) und seiner Frau auf dem Alten Friedhof von Cologny, wo auch sein Bruder Raoul begraben ist.

Lucien Gautier entstammte der aus Gex stammenden Genfer Familie Gautier und war der Sohn des Astronomen Emile Gautier und dessen Ehefrau Elizabeth-Pauline-Victorine (* 14. Oktober 1829), Tochter von Louis Jean Sarasin (1776–1834); sein Bruder war der spätere Direktor der Genfer Sternwarte Raoul Gautier (* 15. April 1854 in Genf: † 19. April 1931 ebenda).
Am 8. Juli 1878 heiratete er Berthe Victoire (* 8. März 1858 in Genf; † 18. November 1939 in Chêne-Bougeries), Tochter des Bankiers Charles Hentsch (1826–1902); gemeinsam hatten sie fünf Kinder: 
- Aloys Raoul Gautier (* 20. Mai 1879 in Lausanne; † 28. August 1944 in Genf), Pastor in Jemappes, verheiratet mit Emma Thérèse (1880–1977), Tochter des Industriellen Gustave Louis Naville (1848–1929);
- Hélène Louise Adèle Gautier (* 14. September 1882 in Lausanne; † 1959), verheiratet mit dem Theologen Paul Laufer (* 19. Februar 1871 in La Sarraz; † 29. Oktober 1959 in Lausanne)[4];
- Léopold Alphonse Gautier (* 7. Mai 1884 in Lausanne; † 1973), Ehrenpräsident der Société d’Art publique[5], verheiratet mit Reine Savary (* 11. Mai 1900; † unbekannt);
- Charles Frédéric Wilhelm Gautier (* 1886 in Genf; † 15. November 1974 in Chêne-Bougeries), Bankier, verheiratet mit Hélène (* 8. Mai 1888 in Genf; † 14. Dezember 1973 ebenda)[6], Tochter des Politikers Paul Edmond Pictet (1862–1947)[7]; seine Ehefrau war Quäkerin und Gründerin der Association féminine d’éducation nationale und des Centre de liaison des associations féminines; ihr gemeinsamer Sohn war der Bankier Jean-Jacques Gautier (1912–1986);
- Marie Pauline Gautier (* 15. Juni 1891 in Lausanne; † 1980).

### Werdegang
Lucien Gautier immatrikulierte sich 1869 an der Académie de Genève und studierte dort bis 1872 Theologie; in dieser Zeit zeigte sich bereits sein Interesse an der semitischen Philologie. Er setzte das Studium 1873 an der Universität Tübingen und darauf an der Universität Leipzig fort, wo er mit der Herausgabe und Übersetzung eines Textes des islamischen Theologen und Mystikers Ghasali 1877 zum Doktor der Philosophie promovierte.
1878 wurde er als Professor für das Alte Testament nach Lausanne an die Theologische Fakultät der Freien evangelischen Kirche des Kantons Waadt berufen, bevor er 1897 von seiner Stelle zurücktrat und sich nach Genf zurückzog. Einer seiner Studenten war unter anderem der spätere Dekan der Theologischen Fakultät der Genfer Universität, Auguste Gampert.

### Geistliches und berufliches Wirken
Lucien Gautier reiste von 1893 bis 1894 und 1899 nach Palästina und schrieb 1895 Au dela du Jourdain.
Seine Entdeckung der Forschungen zur Theorie zu den Quellen des Pentateuch von Julius Wellhausen sowie der historisch-kritischen Exegese des Alten Testaments waren für seinen Lebensweg bestimmend.
Nachdem er sich nach Genf zurückgezogen hatte, verfasste er 1898 seine Hauptwerke Souvenirs de Terre Sainte und 1901 Autour de la Mer Morte und vor allem von 1909 bis 1914 das zweibändige Werk Introduction à l’Ancien Testament, das für die französischsprachigen Protestanten über ein halbes Jahrhundert der Schlüssel zur deutschen Exegese blieb.
In den Jahren 1885, 1886, 1891 und 1892 war er Präsident der Synode der Vaudois église libre.
Er stand mit Karl Marti in Briefkontakt.

## Mitgliedschaften
- Lucien Gautier war im Ausschuss der Association chrétienne évangélique, die 1899 von Frank Thomas gegründet worden war.
- Er war Mitglied des Komitees zur Errichtung des Reformationsdenkmals, das 1917 eingeweiht wurde.
- Von 1914 bis 1918 gehörte er der Internationalen Zentralstelle für Kriegsgefangene an.
- Von 1919 bis 1924 sass er im Internationalen Komitee vom Roten Kreuz.

## Schriften (Auswahl)
- Le sacerdoce dans l’Ancien Testament. Genève Impr. Ramboz et Schuchardt 1874.
- Ad-dourra al-fâkhira, la perle précieuse de Ghazâlî. Leipzig 1877.[10]
- Au dela du Jourdain. Genf & Paris 1896.
- Souvenirs de Terre Sainte. Lausanne 1898.
- Autour de la Mer Morte. 1901.
- Vocations de prophètes. 1901.
- Die Berufung der Propheten: vier religiöse Reden für die Gemeinde. Hamburg Schloeßmann 1903.
- Introduction à l’Ancien Testament.
  - Band 1. 1909.
  - Band 2. 1914.
- Études sur la religion d’Israël. 1927.